# 828 Lindemannia
A 828 Lindemannia (ideiglenes jelöléssel 1916 ZX) a Naprendszer kisbolygóövében található aszteroida. Johann Palisa fedezte fel 1916. augusztus 29-én.